# Aspidophryxus discoformis
Aspidophryxus discoformis is een pissebeddensoort uit de familie van de Dajidae. De wetenschappelijke naam van de soort is voor het eerst geldig gepubliceerd in 2012 door Boyko & Williams.